# Inigo Campioni
Inigo Campioni (14 de noviembre de 1878 - 24 de mayo de 1944) fue un Almirante italiano.
Nacido en Viareggio, Provincia de Lucca (Toscana). Comandó varios grupos de la Regia Marina durante la Segunda Guerra Mundial, alcanzando el grado de Ammiraglio di Squadra. Después de las derrotas italianas en la batalla del Mediterráneo, fue designado gobernador del Dodecaneso, en aquel momento bajo control de Italia por mandato de la Sociedad de Naciones. Desempeñaba aquel puesto cuando se firmó el Armisticio de Italia con los Aliados el 8 de septiembre de 1943.
Luego del armisticio, la mitad norte de Italia fue ocupada militarmente por la Alemania Nazi, pero Campioni se negó a colaborar con la recién creada República Social Italiana por los alemanes. Campioni fue llevado de vuelta a Italia, donde fue condenado a muerte por alta traición por un Tribunal Militar en Parma, siendo fusilado en mayo de 1944.
Póstumamente recibió la Medalla de Oro por Valor en batalla.